# فريدريك جبريل هيدبيرغ
فريدريك جبريل هيدبيرغ (و. 1811 – 1893 م) هو عالم عقيدة، وقسيس، وكاتب ترانيم من دوقية فنلندا الكبرى، توفي عن عمر يناهز 82 عاماً.